# Этуотер, Доренс
Доренс Этуотер (3 февраля 1845, Терривилл, Коннектикут — 26 ноября 1910, Сан-Франциско, Калифорния) — военнослужащий Армии Союза во время Гражданской войны в США, позднее бизнесмен и дипломат, служивший консулом США на Таити.
В июле 1863 года, во время Гражданской войны в США, Этуотер попал в плен к армии Конфедерации и оказался в числе первых заключенных печально известного лагеря для военнопленных Андерсонвилль. Он известен тем, что тайно создал список солдат, умерших в заключении (что грозило повешением в случае разоблачения). Позднее, в сотрудничестве с Кларой Бартон, на основании своего списка он помог обнаружить и идентифицировать могилы неизвестных солдат.
После войны Этуотер был отправлен на Сейшельские острова, а затем на Таити в качестве консула Соединенных Штатов. Ведя успешный бизнес, он также работал с прокажёнными и занимался другой благотворительной деятельностью, чем заслужил авторитет среди жителей Таити, которые называли его «Тупууатароа» (Мудрец).

## Ранний период жизни
Доренс Этуотер родился в Терривилле, штат Коннектикут, в 1845 году и был третьим ребёнком Генри Этуотера и Кэтрин Фенн Этуотер. В детстве он работал продавцом в магазине, где пригодились его прекрасный почерк и способности к счёту.

## Гражданская война
Этуотеру было всего шестнадцать лет, когда разразилась Гражданская война в США. Этуотер, чтобы попасть на службу, завысил себе возраст. Несмотря на то, что отец перевёз его в Хартфорд, чтобы тот признался во лжи, Этуотер смог сбежать в армию. Более двух лет он служил разведчиком, доставлял важные сообщения и участвовал во многих сражениях.

### Военнопленный
Однажды утром в июле 1863 года Этуотер катался на лошади в лесу, когда его схватили двое конфедератов, переодетых в форму северян. Взятие в плен произошло вскоре после битвы при Геттисберге, после которой конфедераты создали новую тюрьму под названием лагерь Самтер на юго-западе Джорджии, известную также под неформальным названием Андерсонвилль, и Этуотер был одним из первых её заключённых.
По прибытии его поместили в тюремную больницу. После выздоровления администрация тюрьмы обратила внимание на его красивый почерк, и поручили ему вести список умерших в лагере в двух экземплярах: один для конфедератов, а другой якобы для отправки федеральному правительству Соединенных Штатов. Этуотер усомнился в последнем, и решил сохранить свой собственный список, спрятанный среди бумаг, принадлежащих конфедератам (если бы начальник тюрьмы, капитан Генри Вирц, узнал об этом, Этуотеру грозило повешение).

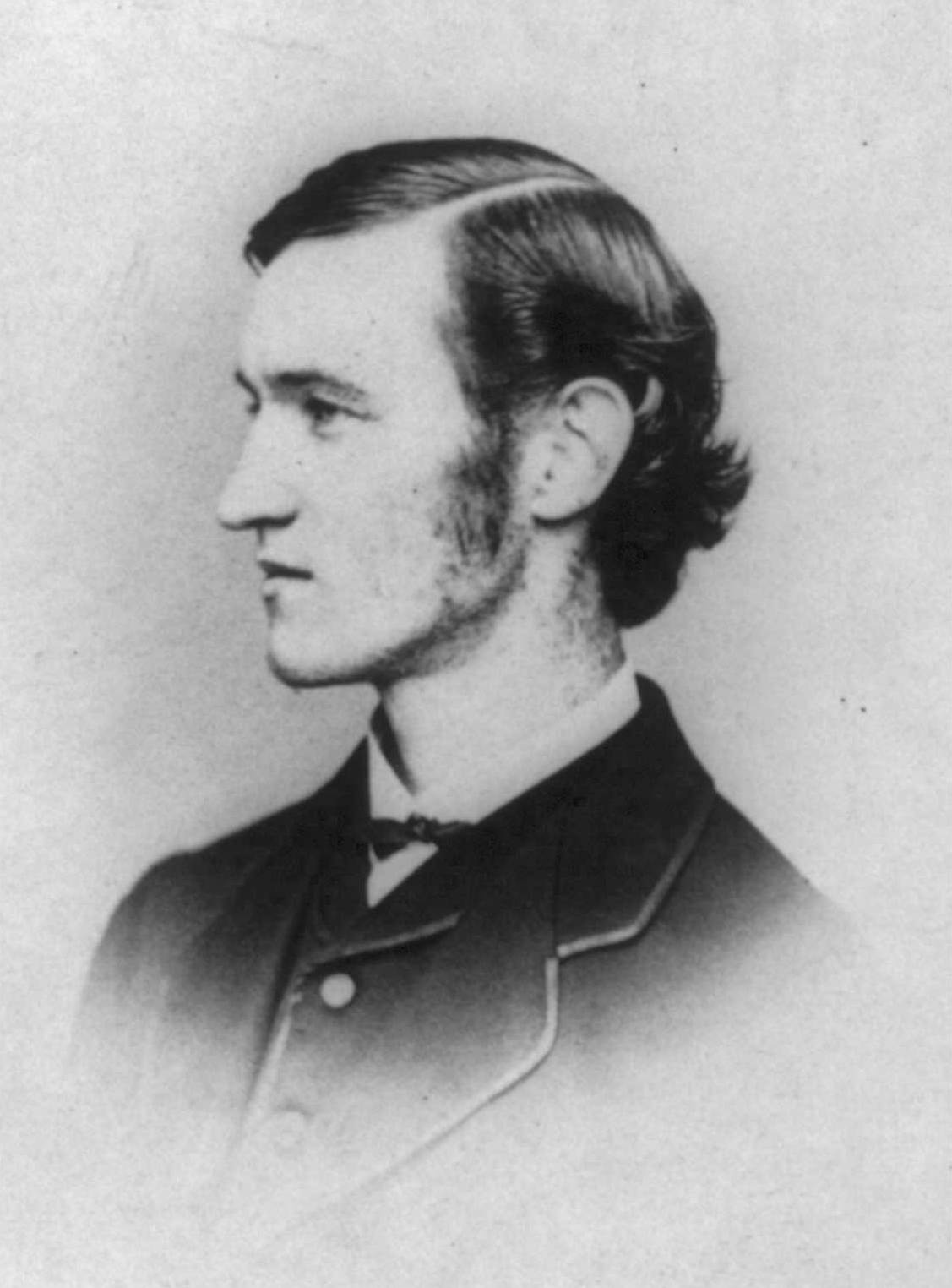
Этуотер, ок. 1870 г.

Когда Этуотера выпустили из Андерсонвилля, список погибших был завершен. Он спрятал список в свой хлопчатобумажный мешок для белья и прошёл с ним через линии войск Конфедерации.
После окончания войны список был передан федеральным властям и перепечатан The New York Times.

## Консул США на Таити

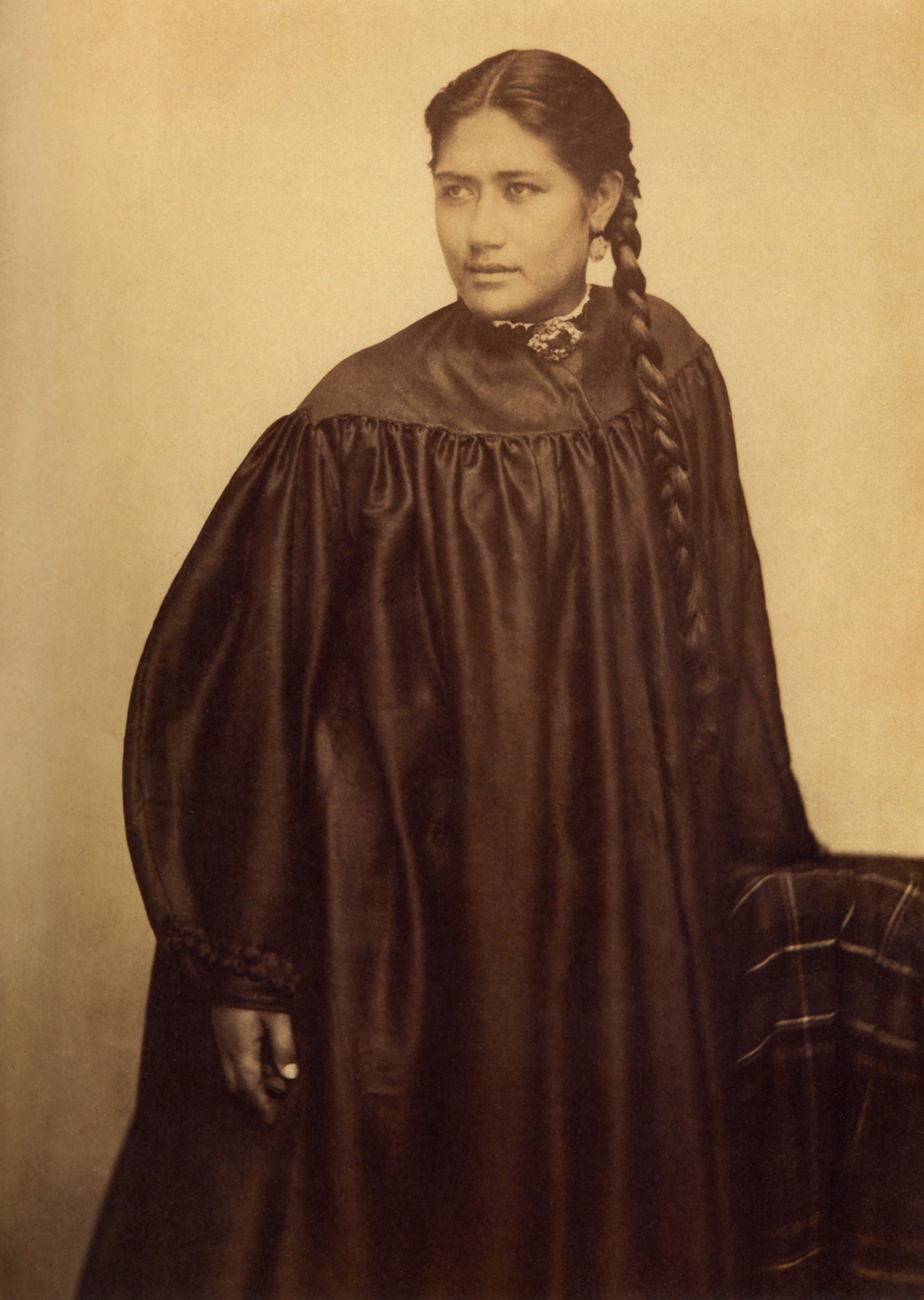
Моэша Салмон Этуотер (1848—1935)

Через три года Этуотер был отправлен консулом на Таити. Там он влюбился в принцессу Моэшу Салмон (Moetia Salmon), или «Мо», сестру королевы Марау, второй супруги короля Таити Пумаре V. Моэша получила образование во Франции и Англии. Они поженились в 1875 году.
У семьи Этуотер был дом в Сан-Франциско, а также на Таити. Их дом в Сан-Франциско стоял на Маркет-стрит, и пока они отдыхали в Мексике, произошло великое землетрясение 1906 года. Для создания противопожарной полосы власти распорядились взорвать Маркет-стрит, а вместе с ней и дом Этуотера, в котором погиб оригинал списка умерших. 

## Смерть и наследие
Этуотер умер 26 ноября 1910 года в Сан-Франциско в возрасте 65 лет.

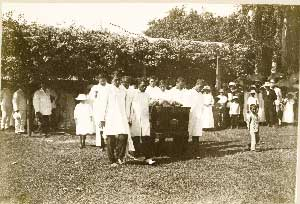
Похороны Доренса Этуотера на Таити

Он был похоронен в Сан-Франциско, однако члены королевской семьи Таити потребовали перезахоронить его на острове. Этуотер был первым человеком, не принадлежащим к королевской семье, которого похоронили по-королевски на Таити под 7000 фунтовым каменным надгробием. На одной стороне его вырезана надпись «Тупууатароа» (Мудрец). На другой стороне надпись гласит: «Ему лучше удавалось строить, чем представить себе, что однажды он проснётся и с удивлением обнаружит, что создал памятник более прочный, чем медь». Принцесса Мо умерла в 1935 году в возрасте 87 лет и похоронена рядом с Этуотером.